# Cơm rượu lá mập
Cơm rượu lá mập (danh pháp khoa học: Glycosmis crassifolia) là một loài thực vật thuộc họ Rutaceae. Đây là loài đặc hữu của Malaysia. Chúng hiện đang bị đe dọa vì mất môi trường sống.
Tuy nhiên, theo Danh lục các loài thực vật Việt Nam, loài này còn phân bố ở Việt Nam (Phú Quốc), Ấn Độ, Myanma.

## Đặc điểm
Cây bụi, cao từ 1,5 m đến 2 m.